# Anina
Anina (germană Steierdorf, maghiară Stájerlakanina) este un oraș în județul Caraș-Severin, Banat, România, format din localitățile componente Anina (reședința) și Steierdorf. Are o populație de 9.172 locuitori. Se situează în inima munților Aninei. Este un oraș preponderent minier, care s-a dezvoltat în jurul exploatărilor de huilă. În perioada de după 1989 a înregistrat un puternic regres economic.

## Istoric
Calea ferată Oravița–Anina a fost dată în funcțiune în anul 1863. Gara Anina este monument istoric.
Uzinele de fier Anina și ansamblul celor trei case ale funcționarilor StEG din perioada Belle Époque se află pe lista monumentelor istorice sub cod LMI CS-II-a-B-10956. Fostul sanatoriu „Sommerfrische” („Prospețimea Verii”) a fost construit între anii 1893-1895.
Localitatea Anina fost declarată oraș în anul 1952.
În anul 2002, în Peștera cu Oase de lângă Anina, au fost descoperite cele mai vechi rămășițe ale omului modern din Europa, numit Ion din Anina(en), cu o vechime de circa 40.000 ani.

## Demografie
Componența etnică a orașului Anina
     Români (76,06%)
     Germani (3,57%)
     Romi (3,21%)
     Maghiari (1,39%)
     Alte etnii (0,83%)
     Necunoscută (14,94%)
Componența confesională a orașului Anina
     Ortodocși (62,47%)
     Romano-catolici (9,96%)
     Penticostali (6,3%)
     Baptiști (3,6%)
     Alte religii (2,48%)
     Necunoscută (15,18%)
Conform recensământului efectuat în 2021, populația orașului Anina se ridică la 5.521 de locuitori, în scădere față de recensământul anterior din 2011, când fuseseră înregistrați 7.485 de locuitori. Majoritatea locuitorilor sunt români (76,06%), cu minorități de germani (3,57%), romi (3,21%) și maghiari (1,39%), iar pentru 14,94% nu se cunoaște apartenența etnică. Din punct de vedere confesional, majoritatea locuitorilor sunt ortodocși (62,47%), cu minorități de romano-catolici (9,96%), penticostali (6,3%) și baptiști (3,6%), iar pentru 15,18% nu se cunoaște apartenența confesională.
030006000900012.00015.000195619661977199220022011populațiePopulația istorică din Anina
Date: Recensăminte sau birourile de statistică - grafică realizată de Wikipedia

## Politică și administrație
Orașul Anina este administrat de un primar și un consiliu local compus din 15 consilieri. Primarul, Gheorghe Românu[*], de la Partidul Național Liberal, este în funcție din 1 noiembrie 2024. Începând cu alegerile locale din 2024, consiliul local are următoarea componență pe partide politice:
|  | Partid                          | Consilieri | Componența Consiliului | Componența Consiliului | Componența Consiliului | Componența Consiliului | Componența Consiliului | Componența Consiliului |
|  | ------------------------------- | ---------- | ---------------------- | ---------------------- | ---------------------- | ---------------------- | ---------------------- | ---------------------- |
|  | Partidul Național Liberal       | 6          |                        |                        |                        |                        |                        |                        |
|  | Partidul Social Democrat        | 4          |                        |                        |                        |                        |                        |                        |
|  | Forța Dreptei                   | 2          |                        |                        |                        |                        |                        |                        |
|  | Alianța pentru Unirea Românilor | 2          |                        |                        |                        |                        |                        |                        |
|  | Partidul Puterii Umaniste       | 1          |                        |                        |                        |                        |                        |                        |

## Stemă
Stema orașului Anina, se compune dintr-un scut triunghiular cu marginile rotunjite, tăiat și despicat. În prima partiție, în câmp albastru, se află o gură de mină de argint, cu negru, plasată central, în care broseaza două ciocane de aur. În câmp inferior, pe fond verde, în partea dreapta, se află un cap de cerb privind spre stanga, de argint. În camp inferior, pe fond verde, în partea stanga, se află un pod de argint cu doua piloane vizibile. Scutul este trimbrat de o coroană murală de argint cu trei turnuri crenelate.
Semnificațiile elementelor însumate:
Mina este simbolul reprezentativ al localității, vechi centru minier. Podul reprezintă un vechi monument istoric al orașului. Cerbul semnifică bogăția cinegetică a zonei. Coroana murală cu trei turnuri crenelate semnifică faptul că localitatea are rangul de oraș.

## Obiective turistice
Deși infrastuctura turistică la standarde acceptabile aproape că lipsește in zonă, în apropiere se află o serie de obiective turistice ce merită atenție:
- Peștera Buhui, cu cel mai lung curs subteran din România, și Lacul Buhui, primul lac artificial din România
- Buhui - Mărghitaș, arie protejată
- Cheile Minișului cu Cascada și Izbucul Bigăr
- Calea ferată Oravița-Anina - prima cale ferată montană de pe cuprinsul României, dată în funcțiune în 1863, numită și „Semmeringul Bănățean”, cu referire la calea ferată Semmering.

## Personalități născute aici
- Liviu Marșavina (n. 1964), inginer, membru corespondent al Academiei Române.

## Vezi și
- Uzinele de fier Anina
- Ansamblul Puțului I din Anina
- Cheile Nerei - Beușnița (sit SPA)
- Munții Semenic - Cheile Carașului (arie de protecție specială avifaunistică)
- Cheile Nerei - Beușnița (sit de importanță comunitară)
- Semenic - Cheile Carașului (sit de importanță comunitară)

## Ecologie
În perioada comunistă s-a încercat construirea centralei termoelectrice de la Anina - unul dintre cele mai mari eșecuri din această perioadă. Proiectul a costat în jur de un miliard de dolari, în banii de atunci.
Odată cu primele deversări de cenușă fierbinte rezultată în urma încălzirii, subsolul orașului a luat foc, arzând încă și în prezent (2016).

## Galerie de imagini

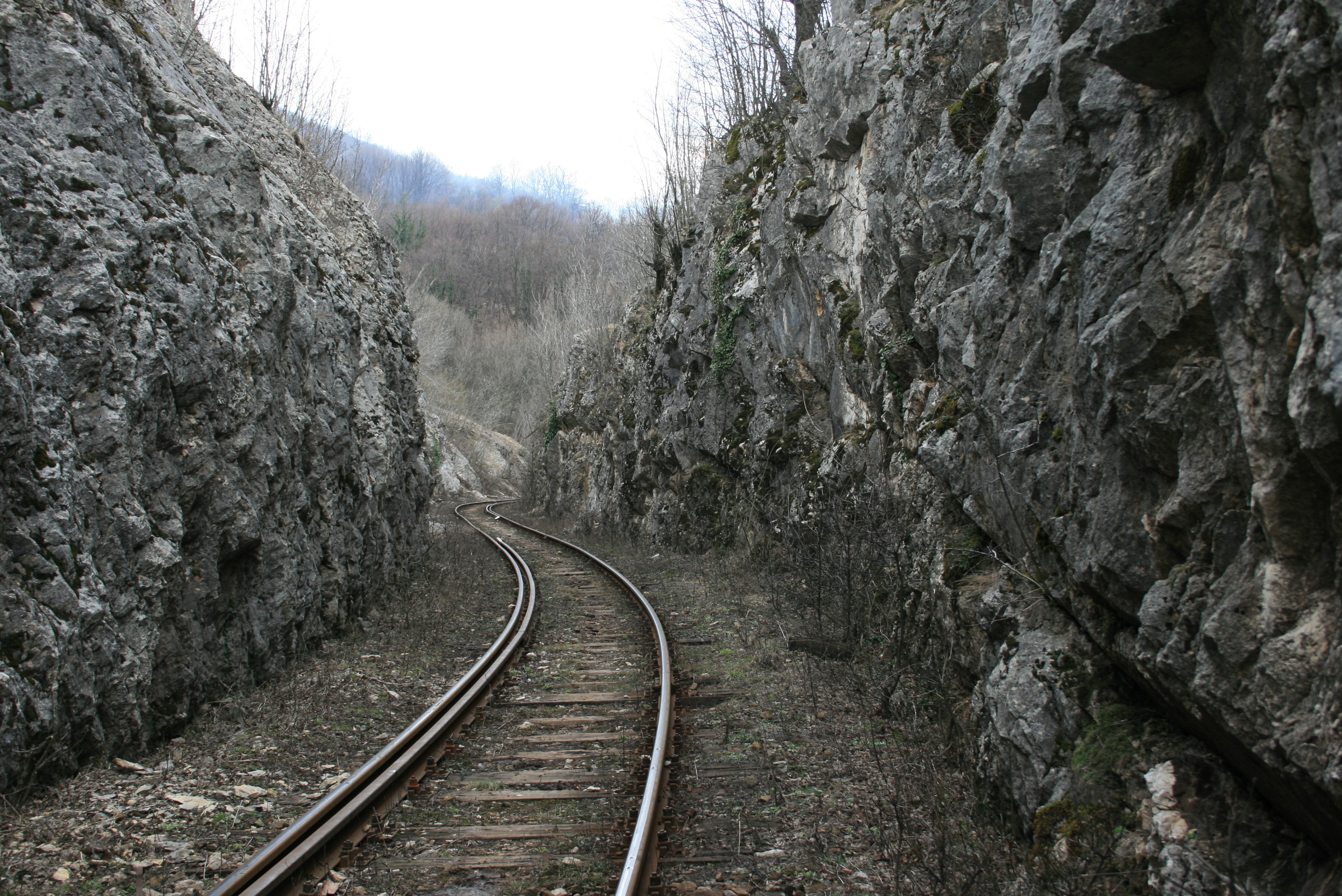
Vedere de pe linia ferată Oravița–Anina
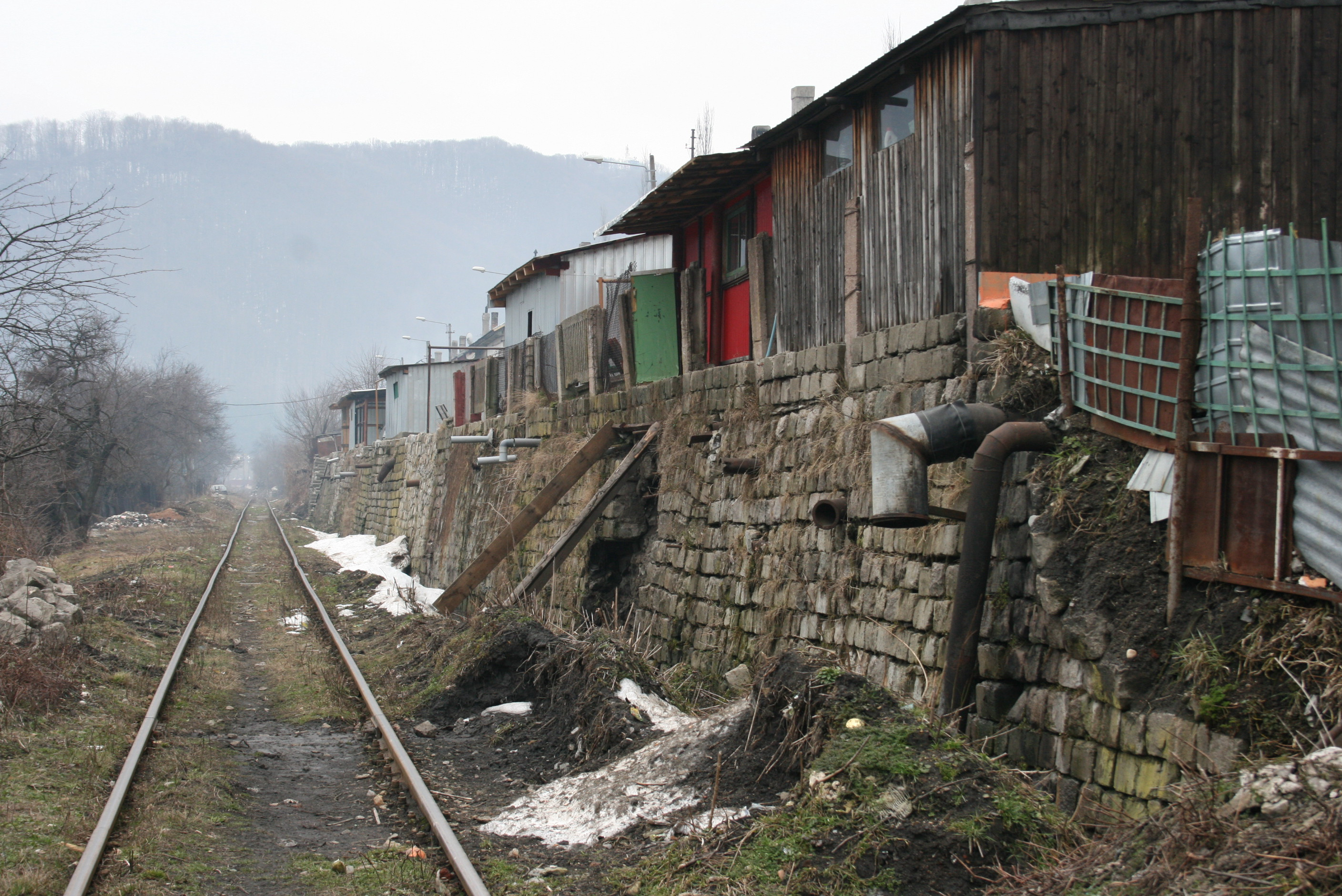
Case lângă calea ferată Oravița–Anina
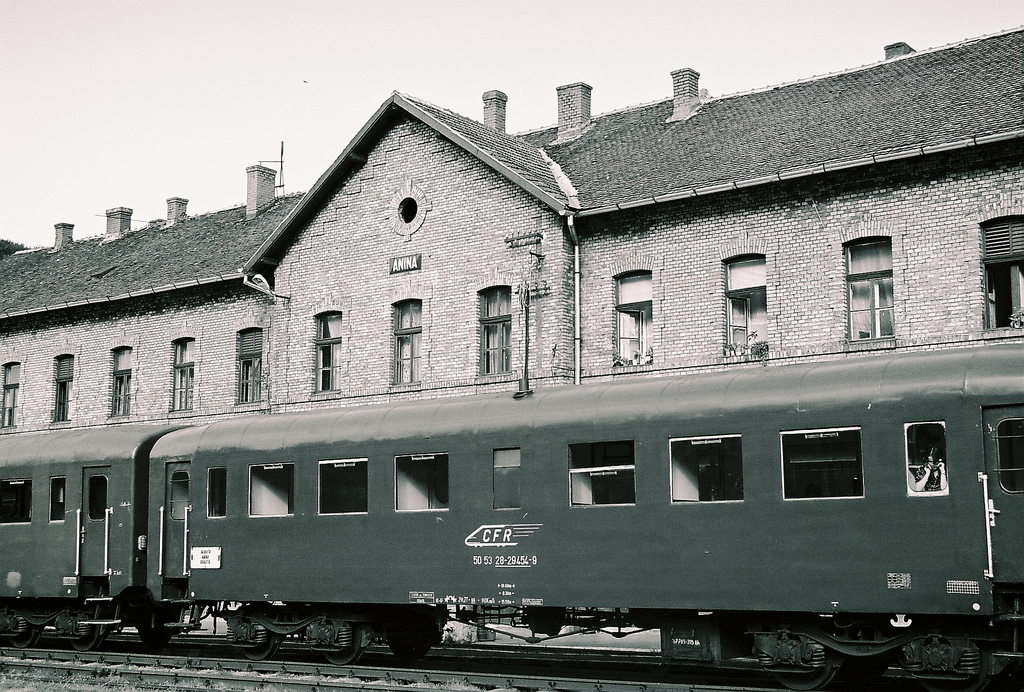
Gara Anina
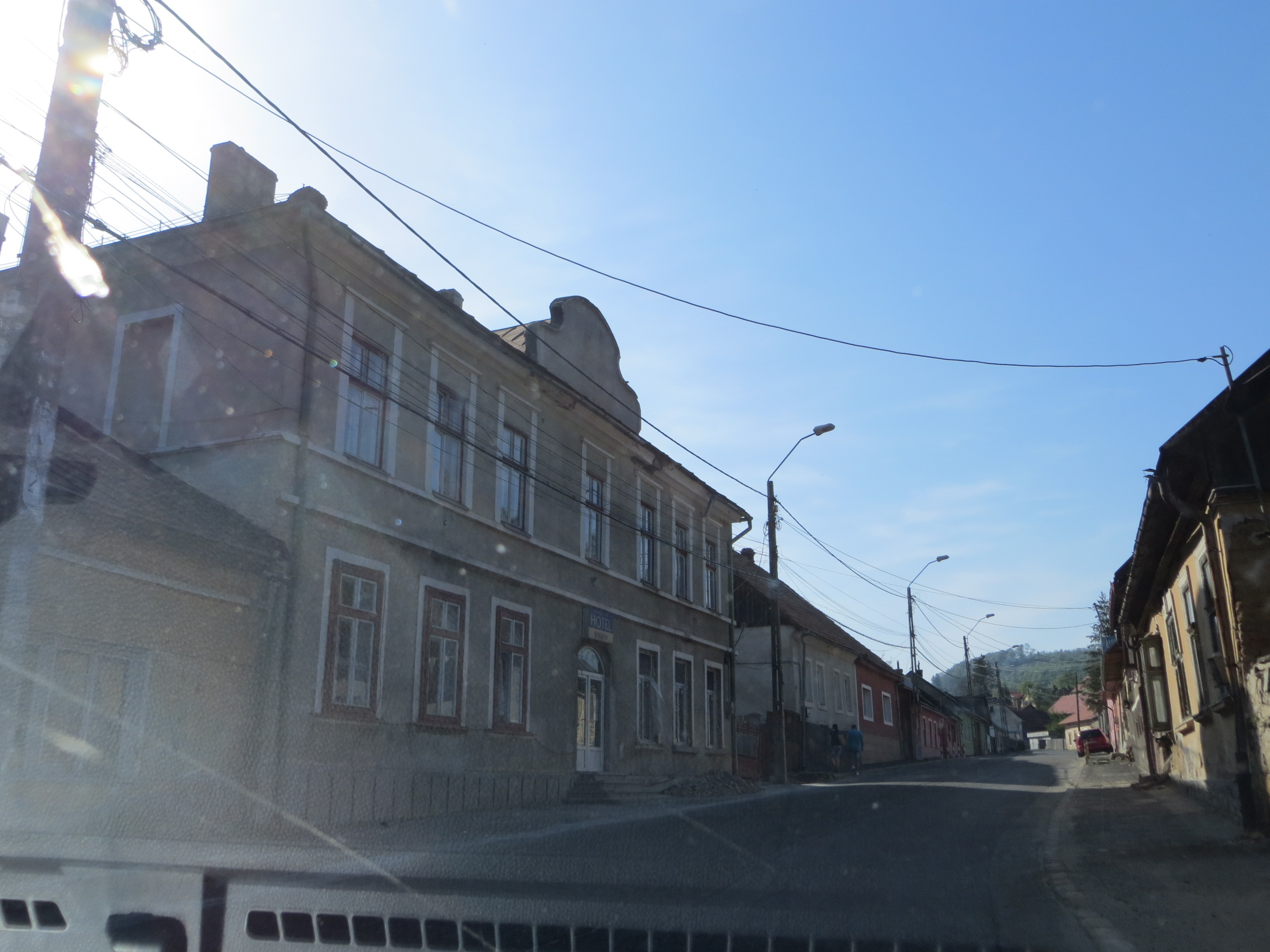
Stradă în Anina și Hotel Steier
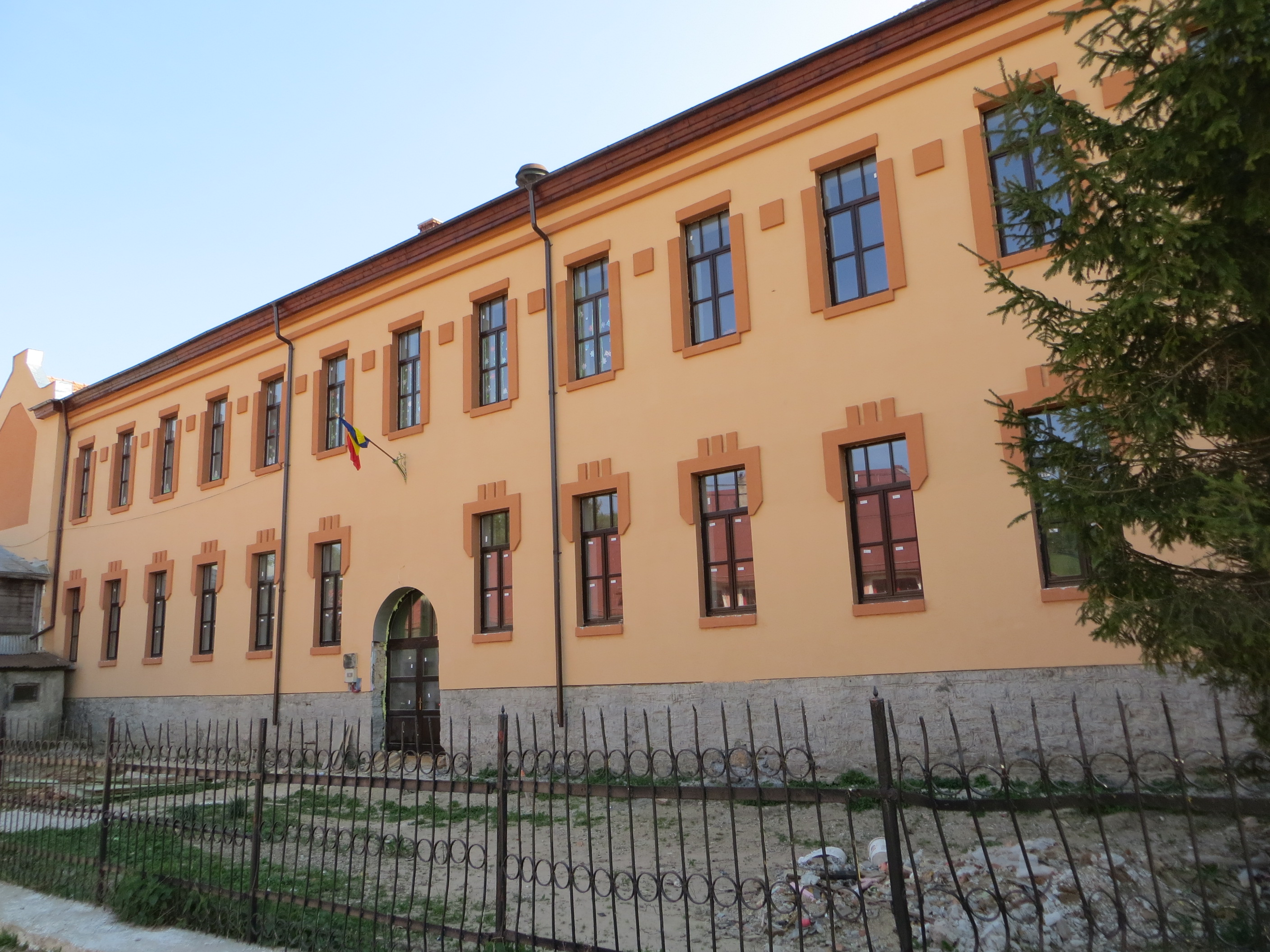
Școală în cartierul Steierdorf
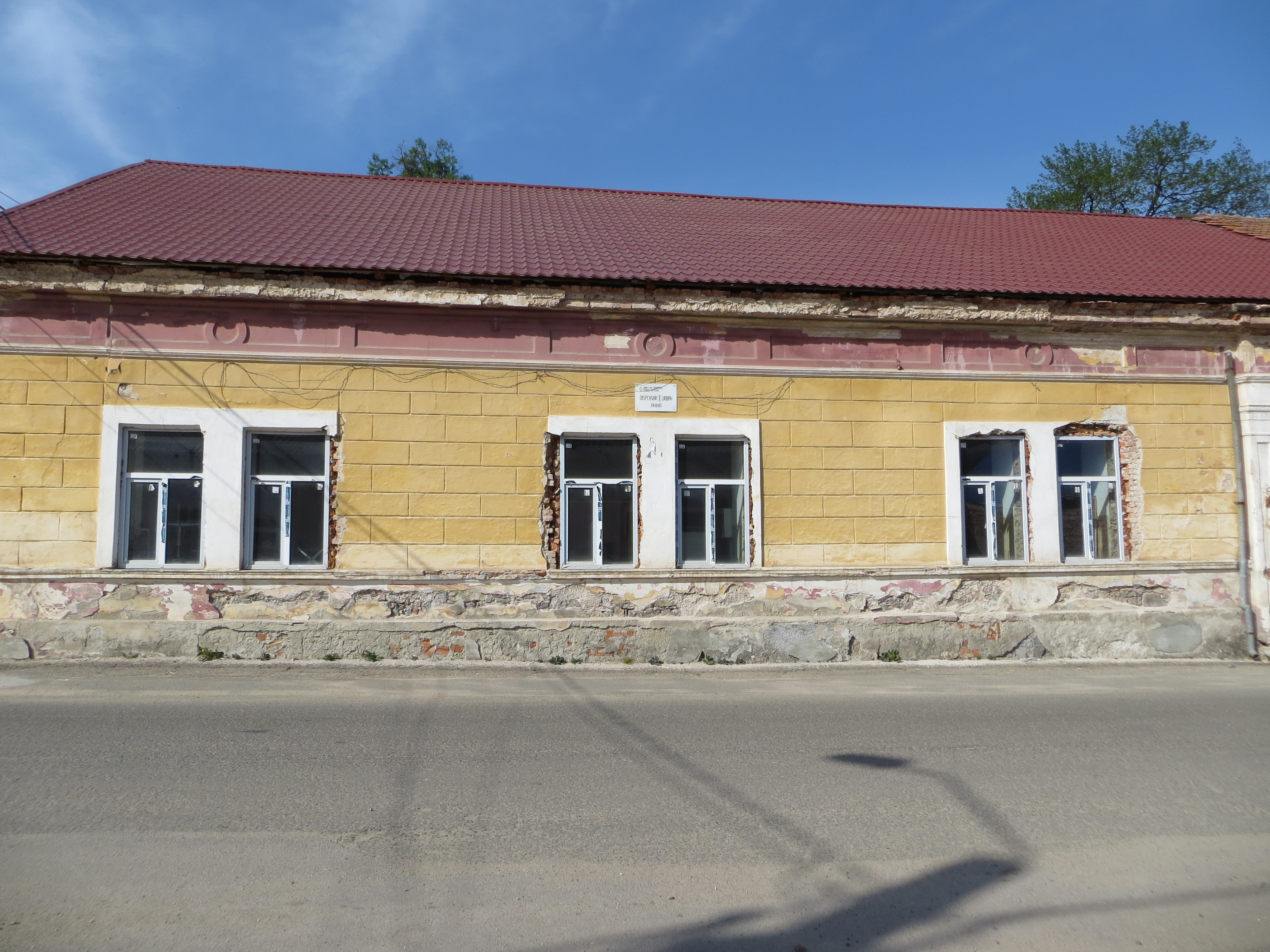
Fost spital în cartierul Steierdorf